# Le Rêve de Noël

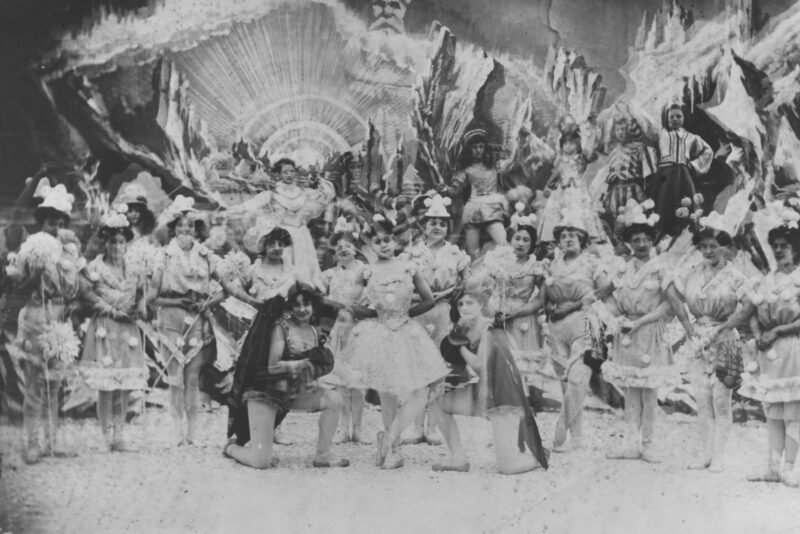
Una escena perduda de la pel·lícula

Le Rêve de Noël és un curtmetratge mut francesa del 1901 de temàtica nadalenca dirigida per Georges Méliès. Va ser llançat per la Star Film Company de Méliès i està numerat del 298 al 305 als seus catàlegs, on es va anunciar com a féerie cinématographique grand spectacle en 20 tableaux.

## Producció i temes
La pel·lícula, una de les contribucions cinematogràfiques de Méliès al gènere féerie, pot haver estat inspirada en una producció escènica produïda el 1897 a la sala de música Olympia de París. L'estructura de la pel·lícula és altament teatral, alternant escenes familiars del gènere amb elements fantàstics en la manera d'una festa escènica; la seqüència amb els pobres famolencs als carrers recorda escenes del melodrama del segle xix.
Méliès hi apareix dues vegades, com a mag i com a captaire. La pel·lícula inclou símbols derivats de la tradició cristiana, com una ovella i un lleó, així com un motiu emblemàtic. del mateix Méliès: un bufó. L'escena sostinguda i (per a Méliès) atípicament serena d'una campana d'església tocant també funciona com a símbol, llegible com un ritual comunitari de pau vist a través d'un suau lent nostàlgica.
L'estil de producció és eclèctic i teatral, amb una barreja d'estils de roba de diverses èpoques diferents i juxtaposicions estilístiques com ara coloms vius en el mateix marc que una campana d'església plana i pintada. Tanmateix, la pel·lícula també inclou una posada en escena en diagonal més profunda, uns paisatges pintats de manera realista i una interpretació naturalista del que és habitual a les produccions principals de Méliès.)
Els efectes especials utilitzats a la pel·lícula inclouen maquinària escènica (per a la campana de l'església i l'arbre de Nadal que s'obre), escamoteig i fosa, que s'utilitzen parcialment per ajudar a connectar espais adjacents, com l'interior d'una església seguit de l'interior del seu campanar. Méliès, un dels primers cineastes que va utilitzar la fosa com a transició de connexió, probablement es va inspirar en els suaus canvis d'escena en els melodrames teatrals, que sovint utilitzaven il·luminació, maquinària escènica i altres efectes per fluir contínuament d'una escena a una altra sense deixar caure el teló. La disposició de l'escena i La posada en escena es combina per donar una sensació de moviment dinàmic i fluid, ajudant a crear una atmosfera coherent per als espais urbans de la pel·lícula.

## Supervivència
Una impressió incompleta de Le Rêve de Noël, estructurada de manera diferent a la descripció del catàleg de Méliès i aparentment falten uns 20 peus de pel·lícula, sobreviu al British Film Institute de Londres. Va ser llançada en vídeo domèstic als anys 2000, encara incompleta. En un estudi de 1979, es creia que una altra impressió de la pel·lícula sobreviïa en una col·lecció privada, però no estava disponible per a la seva visualització en aquell moment.